# Tutaibo rubescens
Tutaibo rubescens är en spindelart som beskrevs av Alfred Frank Millidge 1991. Tutaibo rubescens ingår i släktet Tutaibo och familjen täckvävarspindlar.
Artens utbredningsområde är Colombia. Inga underarter finns listade i Catalogue of Life.